# Alexandre (football, 1976)
Pour les articles homonymes, voir Alexandre.
Alexandre Luiz Goulart, plus communément appelé Alexandre est un footballeur brésilien né le 24 juillet 1976. Il était attaquant.